# 街猫 (应用程序)
街猫，原名哈啰街猫，是中国大陆一款能够在线喂养流浪猫的应用程序，由广西哈宠网络科技有限公司开发，上线于2023年4月。

## 功能
街猫打造了一个流浪猫智能投喂平台。2023年4月至10月期间，街猫在上海、杭州、广州、长沙等地投放了超过1.3万个智能猫屋。这些智能猫屋内装有水和猫粮的投放装置，APP用户可以在线付费投放食物，同时通过猫屋内的摄像头实时观看直播画面。

## 评价

### 正面
新华社、上海《今日闵行》等媒体报导，街猫的猫屋布置在社区内之后，流浪猫的活动和投喂变得更加集中可控，社区环境得到改善。
关于流浪猫无序繁衍的问题，街猫倡导通过科学地管理和绝育（TNR），有效控制及管理流浪猫的数量。

### 负面
上海《青年报》记者调查发现，一些猫屋缺少管理，内部水源变质，有的猫屋内部积聚大量落叶，可能对流浪猫的健康产生不利影响。通过街猫APP投喂的价格高于直接购买猫粮投喂，增加了动物保护者的负担。
猫屋成为了一个范围内流浪猫的聚集地，但流浪猫以外的其他动物，如貉、黄鼠狼也会来到猫屋争夺食物。这不仅可能给流浪猫带来危险，还会对周围居民的生活产生负面影响。
上海一高校的爱猫协会表示，校园内的猫屋出现后带来了混乱，流浪猫原本的活动范围被改变，且不愿进入他们布置的诱捕笼。协会负责人更担忧，猫屋内的直播摄像头直接威胁到学校师生的隐私安全。

## 相关事件

### 男子被流浪猫绊倒受伤事件
2024年初，上海一男子在羽毛球馆打球，扣杀落地时踩到流浪猫摔倒，后经鉴定构成十级伤残。上海市闵行区人民法院一审判决，通过街猫APP投喂该流浪猫的肖某某赔偿男子24万余元。这一事件引发了社会各界对“‘投喂者’是否属于‘饲养者’”“羽毛球馆怎么能有猫”的讨论。